# 10233 Le Creusot
10233 Le Creusot este o planetă minoră (asteroid), cu un diametru de 6,081 km, din centura de asteroizi. A fost descoperită pe 5 decembrie 1997 la Le Creusot de Jean-Claude Merlin⁠(d) și a fost numită după Le Creusot. 
Obiectul prezintă o orbită caracterizată de o semiaxă mare de 2,7261412 UAi, o excentricitate de 0,09, o înclinație de 2,58177 ° în raport cu ecliptica.